# Champigny-sur-Marne
Champigny-sur-Marne er en stor fransk provinsby. Den er beliggende i departementet Val-de-Marne.